# Tifón Lionrock
La tifón Lionrock, conocida en Filipinas como tifón Dindo (designación internacional: 1610, designación JTWC: 12W), es considerado como uno de los peores desastres naturales en la historia de Corea del Norte hasta causó grandes inundaciones en ese local. La décima tormenta nombrada, el tercer tifón de la temporada de tifones del Pacífico de 2016. El tifón se originó de una perturbación híbrida el 15 de agosto de 2016, mientras estaba ubicado a unos 585 km (365 millas) al oeste de la isla Wake. Se convirtió en una depresión tropical a unos 690 km (430 millas) al noroeste de la isla Wake el 16 de agosto. En ese momento, la perturbación tenía un centro de circulación de bajo nivel amplio y mal organizado, que tenía algunas bandas poco profundas de convección atmosférica que lo envolvían libremente. Durante el día siguiente, el sistema se desplazó hacia el norte, mientras que una celda TUTT creó hundimiento y una alta cizalladura vertical del viento sobre el sistema. El Centro Conjunto de Advertencia de Tifones (JTWC) consideró que el sistema era subtropical en ese momento, ya que su estructura era asimétrica, con una convección profunda desplazada hacia el norte y el este del centro de circulación de bajo nivel del sistema. Desde finales del 20 de agosto hasta principios del 22 de agosto, el sistema tuvo al menos cierta interacción con Mindulle, tomando un camino errático y lento durante un tiempo. El fortalecimiento comenzó nuevamente rápidamente, y el sistema ya comenzó a desarrollar un ojo a mediados del 23 de agosto. A mediados del 24 de agosto, el sistema alcanzó un pico inicial como una tormenta equivalente a la categoría 3.
Lionrock ingresó al área de responsabilidad de Filipinas el 25 de agosto y PAGASA asignó a Dindo como nombre local, mientras que Lionrock había comenzado un ciclo de reemplazo de la pared del ojo temprano ese día, debilitándose a una tormenta equivalente a categoría 2. Después de dos días, a primera hora del 26 de agosto, finalmente completó el ciclo de reemplazo de la pared del ojo, pero se produjo un fortalecimiento lento. Pasaron otros dos días hasta que alcanzó su punto máximo como una tormenta equivalente a categoría 4, a lo que siguió un rápido debilitamiento. El 29 de agosto, Lionrock giró hacia el noroeste debido a un sistema de alta presión ubicado al este de Japón, poniéndolo en una dirección hacia la región noreste del país. Lionrock tocó tierra cerca de Ōfunato, una ciudad en la prefectura de Iwate en Japón. Esto convirtió a Lionrock en el primer ciclón tropical en tocar tierra en la costa del Pacífico de la región de Tōhoku en Japón desde que la Agencia Meteorológica de Japón comenzó a llevar registros en 1951.
Los daños registrados después de la temporada ascendieron a unos 3.930 millones de dólares estadounidenses. Lionrock mató al menos a 525 personas, destruyó más de 35.000 hogares y dejó a más de 100.000 personas sin hogar, principalmente en la provincia de Hamgyong del Norte. Las inundaciones ocurrieron cuando el río Tumen, cerca de las fronteras con China y Rusia, se desbordó, según la Oficina de Coordinación de Asuntos Humanitarios y la Cruz Roja de las Naciones Unidas. Lionrock se fusionó con un sistema de baja presión y provocó lluvias muy intensas durante un período de tres días (29 al 31 de agosto) en Corea del Norte, con una inundación de hasta 12,6 pulgadas (320 mm) en un condado de la provincia de North Hamgyong. En Hoeryong, varios maestros de escuela murieron mientras intentaban llevar los retratos de Kim Il-sung y Kim Jong-il a un lugar seguro durante las inundaciones, lo que provocó que los niños quedaran huérfanos. En respuesta a las inundaciones, el gobierno de Corea del Norte envió trabajadores y el Ejército Popular de Corea para despejar las carreteras y restablecer las comunicaciones en las zonas más afectadas. Alrededor de 1,000 voluntarios del capítulo local de la Cruz Roja ayudaron a los trabajadores locales en las misiones de búsqueda y rescate. La agencia tenía suministros de socorro para unas 20.000 personas, incluidas lonas impermeables, tiendas de campaña, utensilios de cocina y pastillas para purificar el agua. Los trabajadores de la Cruz Roja se coordinaron con los miembros de la delegación internacional entre el 3 y el 6 de septiembre, lo que resultó en mayores recursos para los servicios de salud. El Programa Mundial de Alimentos proporcionó raciones de alimentos de emergencia para 140.000 personas. La Unión Europea donó 300.000 euros en ayuda ante inundaciones.

## Historia meteorológica
El sistema que se convertiría en el tifón Lionrock se notó por primera vez como una perturbación subtropical el 15 de agosto de 2016, mientras estaba ubicado a unos 585 km (365 millas) al oeste de la isla Wake. En ese momento, la perturbación tenía un centro de circulación de bajo nivel amplio y mal organizado, que tenía algunas bandas poco profundas de convección atmosférica que lo envolvían libremente. Estaba ubicado dentro de un entorno marginal para un mayor desarrollo y se predijo que se desarrollaría aún más, en asociación con un nivel superior bajo en desarrollo. Durante el día siguiente, el sistema se desplazó hacia el norte, mientras que una celda TUTT creó hundimiento y una alta cizalladura vertical del viento sobre el sistema, antes de que la Agencia Meteorológica de Japón (JMA) lo clasificara como depresión tropical el 16 de agosto. Posteriormente, la depresión fue clasificada como subtropical por el Centro Conjunto de Advertencia de Tifones (JTWC) durante el 17 de agosto, ya que su estructura era asimétrica, con una convección profunda desplazada hacia el norte y el este del centro de circulación de bajo nivel del sistema.
Lionrock ingresó al área de responsabilidad de Filipinas el 25 de agosto de 2016 y PAGASA asignó a Dindo como el nombre local de Lionrock. El 29 de agosto, Lionrock giró hacia el noroeste debido a un sistema de alta presión ubicado al este de Japón, lo que lo colocó en un camino sin precedentes hacia la región noreste del país. Justo antes de debilitarse hasta convertirse en una tormenta tropical severa a las 18:00 JST (09:00 UTC) del 30 de agosto, Lionrock tocó tierra cerca de Ōfunato, una ciudad en la prefectura de Iwate, Japón, con vientos de 75 mph (120 km/h). Esto convierte a Lionrock en el primer ciclón tropical en tocar tierra en la costa del Pacífico de la región de Tōhoku en Japón desde que la Agencia Meteorológica de Japón comenzó a llevar registros en 1951. La trayectoria de Lionrock fue inusual debido al hecho de que la tormenta se acercó a Japón desde el sureste y tocó tierra a lo largo de la costa este del país. La mayoría de los tifones que azotan Japón se acercan desde el sur o el suroeste antes de moverse hacia el norte a través del archipiélago. De hecho, la única otra tormenta que siguió un camino similar fue el tifón Mac en 1989, que también se acercó desde el sureste y golpeó la región japonesa de Kantō a lo largo de su costa este.

## Preparaciones

### Japón
El primer ministro de Japón, Shinzō Abe, abandonó temprano una conferencia de desarrollo Japón-África en Nairobi, Kenia, debido a la amenaza de cancelaciones de vuelos causadas por el tifón. Antes de que Lionrock tocara tierra, se cancelaron un total de 100 vuelos en los aeropuertos de Tohoku y Hokkaido. Se hicieron esfuerzos para proteger la central Nuclear de Fukushima Dai-ichi de más daños, ya que había quedado gravemente incapacitada tras el terremoto y tsunami de Japón de 2011. Se aumentó la cantidad de agua que se bombeaba en la instalación para minimizar el riesgo de inundaciones y se suspendieron las operaciones de grúas debido a la amenaza de fuertes vientos.

### Rusia
En el este de Rusia, EMERCOM anunció una advertencia de tormenta el 28 de agosto. Todos los servicios de emergencia y las tropas estaban en alerta máxima. Las autoridades locales fueron informadas sobre los procedimientos de emergencia.

### Corea del Norte
El sistema de alerta temprana y evacuación de Corea del Norte se activó antes de la tormenta, lo que provocó la evacuación de 44.000 personas en áreas propensas a inundaciones en la provincia de Hamgyong del Norte.

## Impactos

### Japón

Bucle de satélite infrarrojo de Lionrock tocando tierra en la región de Tōhoku el 30 de agosto de 2016

Al tocar tierra el 30 de agosto, Lionrock trajo lluvias muy intensas, incluidas 13,46 pulgadas (342 mm) en el monte Nukabira, en la prefectura de Hokkaidō, y 8,78 pulgadas (223 mm) en Orito en la prefectura de Iwate. Además, se registró una ráfaga de viento máxima de 111 km/h (69 mph) en Ishinomaki y una ráfaga de viento de 106 km/h (66 mph) en Onagawa. Lionrock mató a un total de 22 personas en todo Japón, incluidas 19 personas en la ciudad de Iwaizumi en la prefectura de Iwate. Nueve personas se ahogaron en un hogar de ancianos en Iwaizumi después de que un río se desbordara. Además, hubo al menos tres muertes en la isla de Hokkaidō, en el norte de Japón. Los daños causados por las inundaciones ascendieron a JP¥282 mil millones (US$2,74 mil millones).

### República Popular China
Un total de 464 900 ha (1 149 000 acres) de tierras agrícolas se vieron afectadas en China, incluidas 53 500 hectáreas (132 200 acres) de cultivos que fueron destruidos debido a las inundaciones. Los daños en China se estiman en CN¥7,21 mil millones (US$1,08 mil millones); la mayor parte de los cuales se infligieron al sector agrícola.

### Rusia
El 31 de agosto, la tormenta golpeó Krai de Primorie. Las fuertes lluvias provocaron inundaciones en varias áreas con 300 casas inundadas en áreas rurales. Los ríos locales se desbordaron, varios puentes fueron destruidos o dañados y varias carreteras se vieron afectadas por las inundaciones. La falla de una presa a lo largo del río Pavlovka provocó inundaciones en los pueblos de Shumny y Antonovka. Más de 1.000 habitantes fueron evacuados y se establecieron varios campamentos de evacuación en todas las áreas afectadas, principalmente en escuelas. La tormenta también provocó cortes de energía. También se desplegaron 12.000 rescatistas en la zona.
La parte sur de Sakhalin también se vio afectada. Varios autos fueron golpeados por árboles caídos y se cortó la electricidad en algunas casas. Las fuertes lluvias inundaron Makarovsky y provocaron un deslizamiento de tierra que bloqueó una carretera y un ferrocarril. Dos trenes de la línea Yuzhno-Sakhalinsk-Nogliki fueron cancelados y uno de ellos, el n.º 604, se detuvo en Poronaysk. En Vakhrushev, uno de los trenes de carga descarriló. Horas después, se solucionó el incidente y sus operaciones volvieron a la normalidad. Sin embargo, se reportó una muerte durante el incidente. Además, dos oficiales de EMERCOM (el jefe del departamento de Krai de Primorie y su conductor) murieron cuando su camión KAMAZ cayó al río Pavlovka. Lionrock fue el peor tifón que azotó la región de Krai de Primorie en 40 años, con daños totales que superan los 7 mil millones de ruso (107 millones de dólares estadounidenses).

### Corea del Norte

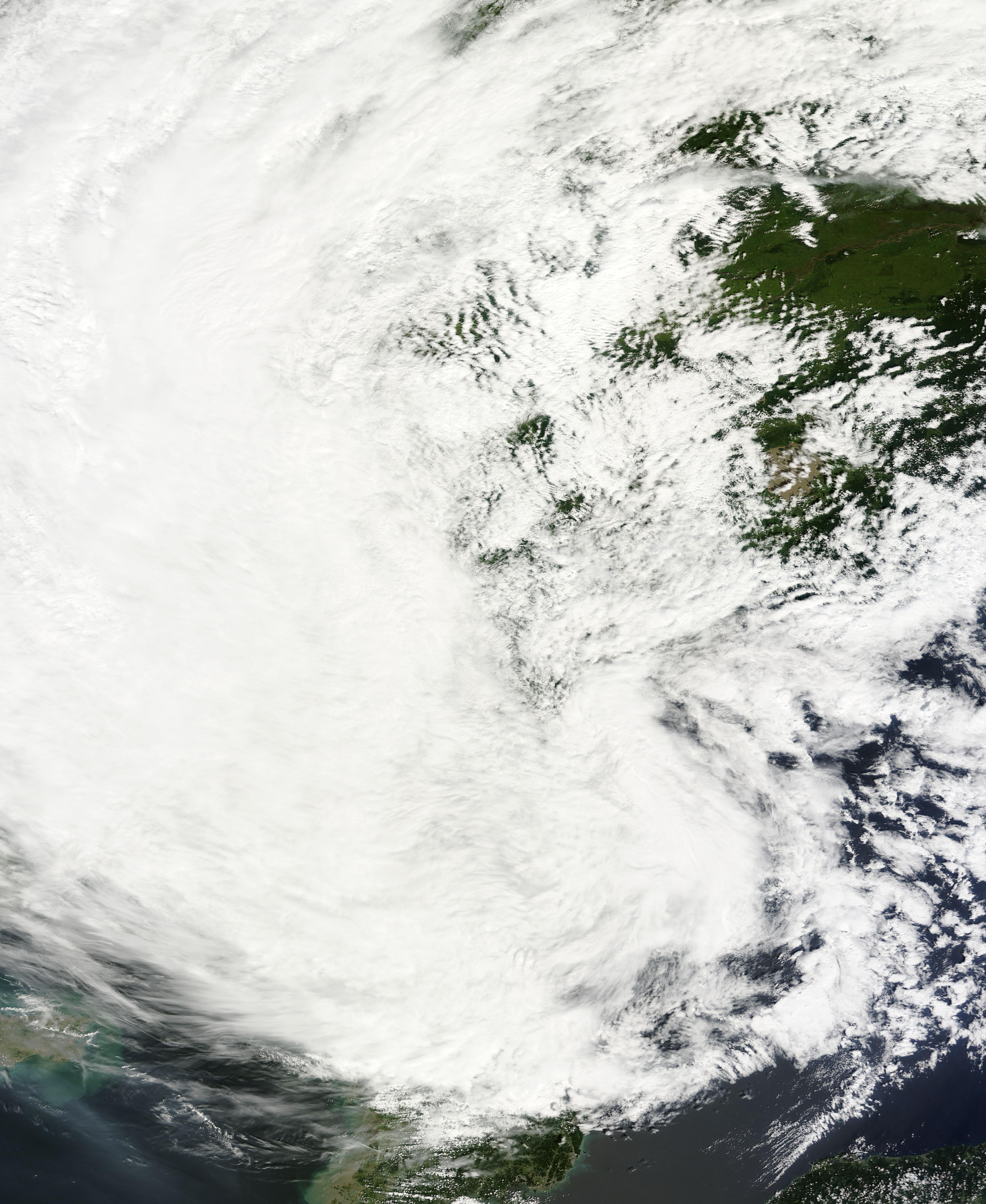
Los restos extratropicales de Lionrock sobre el noreste de China y Rusia el 31 de agosto de 2016

Lionrock interactuó con un área de baja presión sobre China para dejar caer fuertes lluvias en Corea del Norte, principalmente en la provincia de Hamgyong del Norte, considerada por los medios estatales Korean Central News Agency como el "aguacero más fuerte desde 1945". Durante un período de dos días, el condado de Kyonghung registró 320 mm (13 pulgadas) de lluvia. Esto provocó inundaciones a lo largo del río Tumen y sus afluentes, inundando alrededor de 16 000 ha (40 000 acres) de tierras de cultivo solo unas semanas antes de la cosecha, de las cuales 10 145 ha (25 070 acres) quedaron destruidas.
Las inundaciones de Lionrock causaron "un desastre más allá de lo experimentado por los funcionarios locales", según un representante local de UNICEF, y Chris Staines, director de la Sociedad de la Cruz Roja de la República Popular Democrática, las describió como "un desastre muy importante y complejo". de Corea, El área afectada tenía mala infraestructura y deforestación en las colinas, exasperando los impactos de las inundaciones. Pueblos enteros fueron arrasados, llevándose todas las posesiones de las familias. Dos botes de rescate chinos rescataron a tres personas atrapadas en las inundaciones. Más de 35.500 casas resultaron dañadas, de las cuales alrededor de 25.000 fueron destruidas, lo que obligó a 107.000 personas a abandonar sus hogares; muchas de estas personas se refugiaron en terrenos más altos o en edificios públicos. Las inundaciones de Lionrock dañaron otros 8.700 edificios no residenciales, incluidas escuelas y edificios públicos. En la provincia de Ryanggang, las fuertes lluvias provocaron el derrumbe de un edificio de cinco pisos, matando a 34 personas. En la ciudad de Hoeryong, más de 104.000 personas perdieron el acceso a agua limpia durante las inundaciones y alrededor de 600.000 personas en todo el país se vieron afectadas por cortes de agua. Los condados de Musan y Yonsa eran inaccesibles y tenían pocas comunicaciones, lo que resultó en una lenta difusión de la información sobre el desastre. Las inundaciones también arrastraron seis puentes y 31 km (19 millas) de carreteras, con 43 km (27 millas) de lecho de carretera dañado. Las inundaciones relacionadas con Lionrock mataron al menos a 525 personas en el país.

## Consecuencias
Después de las inundaciones, el gobierno de Corea del Norte envió trabajadores para despejar las carreteras y restablecer las comunicaciones en las zonas más afectadas. El gobierno envió un camión desde la capital, Pionyang, con kits médicos y suplementos vitamínicos el 5 de septiembre y anunció un plan para reconstruir 20.000 casas a principios de octubre de 2016. El Comité Central del Partido de los Trabajadores de Corea solicitó que los miembros del partido redirigieran sus esfuerzos de un programa de trabajadores masivos de 200 días destinado a mejorar la economía y, en cambio, enviaran soldados para ayudar con el alivio de las inundaciones. Alrededor de 1000 voluntarios de la sección de la Cruz Roja del país ayudaron a los trabajadores locales en las misiones de búsqueda y rescate. La agencia tenía suministros de socorro para unas 20.000 personas, incluidas lonas impermeables, tiendas de campaña, utensilios de cocina y pastillas para purificar el agua. Los trabajadores de la Cruz Roja se coordinaron con los miembros de la delegación internacional entre el 3 y el 6 de septiembre, lo que resultó en mayores recursos para los servicios de salud. La Cruz Roja local lanzó un llamamiento de ayuda de emergencia en respuesta al desastre a través de los medios estatales, la Agencia Central de Noticias de Corea. El gobierno, que rara vez publica información sobre desastres en el país, solicitó ayuda a la comunidad internacional, pocos días después de una prueba de armas nucleares que derivó en llamados a aumentar las sanciones. El Programa Mundial de Alimentos proporcionó raciones de alimentos de emergencia para 140.000 personas que necesitaban asistencia inmediata.